# 島倉りか
島倉 りか（しまくら りか、2000年8月20日 - ）は、日本の歌手、アイドル。女性アイドルグループBEYOOOOONDS、CHICA#TETSUの元メンバー。
東京都出身。アップフロントプロモーション所属。

## 略歴
2016年
- 「モーニング娘。'16 『新世紀』オーディション」に応募するも、落選。

2017年
- 3月6日、日比麻里那・江口紗耶・土居麗菜・岡村美波・松永里愛・山田苺・中山夏月姫とともにハロプロ研修生に加入。

2018年
- 5月、「ハロプロ研修生 発表会 2018 〜春の公開実力診断テスト〜」にてJuice=Juiceの「Fiesta! Fiesta!」を披露し、ベストパフォーマンス賞を受賞。
- 6月9日、Zepp Tokyoで開催された「Hello! Project 研修生発表会2018 6月 〜にじ〜」にて、一岡伶奈がリーダーを務める新グループに西田汐里・江口紗耶とともに加入することを発表。

2019年
- 8月7日、『眼鏡の男の子/ニッポンノD・N・A!/Go Waist』でBEYOOOOONDSとしてメジャーデビュー。

2020年
- 8月20日、1st写真集『十九歳の夏』を発売。

2023年
- 1月13日、Instagramを開設。

2025年
- 1月31日、同年春のコンサートツアーをもってBEYOOOOONDSおよびハロー!プロジェクトを卒業することを発表。卒業後は留学、その後は興味のある昭和歌謡やポップスを歌っていきたい、と話している。
- 3月30日、6月9日の日本武道館公演をもってBEYOOOOONDSおよびハロー!プロジェクトを卒業することが正式に決定したことを発表。
- 6月9日、日本武道館で行われた卒業公演『BEYOOOOONDS CONCERT 2025 SPRING 〜Take Me Out To The BUDOOOOOKAN!「Treasury Island」〜』をもってBEYOOOOONDSおよびハロー!プロジェクトを卒業。

## 人物
- メンバーカラーはラベンダー。
- 血液型A型。「りか」という名前は、リカちゃん人形のようにみんなから愛されるように、という思いから付けられている[11]。
- 母親が勝手に応募したモーニング娘。のオーディションをきっかけに、歌もダンスも未経験のままハロプロ研修生に加入[2]。目標の先輩は森戸知沙希（元カントリー・ガールズ、元モーニング娘。）、井上玲音（元こぶしファクトリー、Juice=Juice）[12]。

### 趣味
- 恐竜[13]、カブトムシ、クワガタが好き[14]。好物はスイカ、杏仁豆腐[11]。MCUの作品が好き[15]。MCU愛はアール・エフ・ラジオ日本『60TRY部』やエフエム大阪『OSAKA IDOL QUEST』に出演時には作品の紹介を任せられる程である[16][17]。好きなサンリオキャラクターはバッドばつ丸[18]。

### 歌謡曲好きとして
- 昭和歌謡を好み、特に80年代のアイドル曲が好き。
- 中でも松田聖子の大ファンであり、コンサートにも度々訪れるなどしている[19][20]。両親が結婚したきっかけが松田聖子だという[12]。
- 後に、岡田有希子も大好きになった[21]。TBSラジオ『BEYOOOOONDSのOの数は5つです』では、お薦めの昭和歌謡を紹介するコーナーを担当していた[22]。また、昭和歌謡をテーマとした企画動画をアップロードしたことで[23]、島倉の昭和歌謡好きが注目され、TBSテレビ『この差って何ですか?』に出演[24]、ソロでのテレビ出演は初となった[25]。2022年4月からはシングル盤を紹介するラジオ番組、JAPAN FM NETWORK『Flip The Records 〜B面でも恋をして!〜』をチャッピー加藤と担当している[26]。

## 作品

### シングル
- 月刊偶像『泡沫ライラック feat.島倉りか(BEYOOOOONDS/CHICA#TETSU)』（2025年3月26日、ソニー・ミュージックエンタテインメント、XSCL-108）[27]

## 出演

### テレビ
- 現役アイドルが選ぶ!なつエモアイドルソングランキング（2021年11月5日、BSスカパー!）[28]

### ラジオ
- Fine!!「BEYOOOOONDS Oの数は5つです」（2020年4月1日 - 9月23日、TBSラジオ） - 平井美葉とともに毎回出演
- 60TRY部（2021年12月15日・2022年1月26日・8月30日、RFラジオ日本）
- Flip The Records 〜B面でも恋をして!〜（2022年10月1日 - 、JAPAN FM NETWORK）[26]

### ウェブ
- ニュースクランチ「りかワニ紅白歌合戦」（2020年11月5日 - 2022年4月7日、ワニブックス）[29]

### コンサート
- M-line Special 2023 ～Magical Wish～（2023年6月17日、戸田市文化会館、昼夜2公演） - ゲスト出演[30]
- 武田鉄矢の昭和は輝いていた 10周年記念コンサート（2023年9月6日、新宿文化センター 大ホール、昼夜2公演）

### イベント
- 横須賀うみかぜカーニバル2024 in うみかぜ公園（2024年9月8日、うみかぜ公園）
- ジャパンインターナショナルボートショー2025（2025年3月20日、パシフィコ横浜展示ホール）
- Japan Boating & Water Safety Summit 2025(日本水上安全・安全運航サミット 2025)（2025年3月22日、パシフィコ横浜アネックスホール F201.F202）

### 舞台
- 演劇女子部「僕たち可憐な少年合唱団」（2017年10月26日 - 11月12日、シアターグリーン BOX in BOX THEATER） - ゆりあ 役
- 演劇女子部 全労済ホール/スペース・ゼロ提携公演「アタックNo.1」（2018年11月29日 - 12月9日、全労済ホール/スペース・ゼロ） - 富士見高校バレー部員 役
- 全労済ホール/スペース・ゼロ提携公演 演劇女子部「不思議の国のアリスたち」（2019年4月18日 - 29日、全労済ホール/スペース・ゼロ） - ラベンダ 役
- こくみん共済 coop ホール／スペース・ゼロ提携公演 演劇女子部「リボーン〜13人の魂は神様の夢を見る〜」（2019年11月14日 - 24日、こくみん共済 coop ホール／スペース・ゼロ） - 小野小町 役
- こくみん共済 coop ホール(全労済ホール)／スペース・ゼロ提携公演 演劇女子部「アラビヨーンズナイト」（2020年10月9日 - 18日、こくみん共済 coop ホール／スペース・ゼロ） - アラジン 役
- こくみん共済 coop ホール(全労済ホール)／スペース・ゼロ提携公演 演劇女子部「眠れる森のビヨ」（2021年4月16日 - 25日、こくみん共済 coop ホール／スペース・ゼロ） - ヒマリ 役
- こくみん共済 coop ホール(全労済ホール)／スペース・ゼロ提携公演 演劇女子部「ビヨサイユ宮殿」（2022年11月11日 - 20日、こくみん共済 coop ホール／スペース・ゼロ） - ドミニク 役
- 演劇女子部「ビヨスパイ～消えたアタッシュケース～」（2023年11月11日 - 19日、こくみん共済 coop ホール／スペース・ゼロ / 11月23日 - 26日、サンケイホールブリーゼ） - ミカ 役

### 映画
- 「映画まち調布」PR映像（2022年4月15日 - ） - イオンシネマ シアタス調布で公開[31]

## 書籍

### 新聞連載
- 東スポ「昭和ソングって素敵じゃん」（2021年4月11日 - 、東京スポーツ新聞社）[32]

### 写真集
- 十九歳の夏（2020年8月20日、オデッセー出版、撮影：西村康）ISBN 978-4-908643-49-1[7]

## 参加ユニット
- BEYOOOOONDS（2018年 - ）
- CHICA#TETSU（2018年 - ）
- ハロプロ・オールスターズ（2018年 - 2020年）